# Marcin Sapa
Marcin Sapa (Konin, 10 febbraio 1976) è un ex ciclista su strada polacco.

## Carriera
Nel novembre del 2014 è stato squalificato per 18 mesi dopo essere risultato positivo all'acetazolamide, rilevato in un campione prelevato nel luglio del 2013 durante la Dookoła Mazowsza.

## Palmarès

### Strada
- 1998 (Dilettanti, una vittoria)

Scandinavian Race Uppsala
- 2001 (Atlas-Ambra, due vittorie)

4ª tappa Tour du Maroc (Ouazzane > Fès)
10ª tappa Tour du Maroc (Essaouira, cronometro)
- 2003 (Mikomax-Browar Staropolski, due vittorie)

Klasyk Wincentego Witosa
1ª tappa Baltyk-Karkonosze Tour (Trzebiatów > Stargard)
- 2004 (Knauf Team, due vittorie)

Klasyk Wincentego Witosa
2ª tappa Tour de Pologne (Tczew > Olsztyn)
- 2005 (Knauf Team, una vittoria)

Schaal Sels
- 2006 (Knauf Team, due vittorie)

7ª tappa Baltyk-Karkonosze Tour (Lwówek > Jelenia Góra)
1ª tappa Małopolski Wyścig Górski (Gdów > Świątniki)
- 2007 (DHL-Author, sei vittorie)

Grand Prix Hydraulika Mikolasek
5ª tappa - parte b Baltyk-Karkonosze Tour (Bolków > Bolków)
Pomorski Klasyk
1ª tappa Okolo Slovenska (Banská Bystrica > Banská Bystrica)
1ª tappa - parte a Giro di Croazia (Ilok > Županja)
5ª tappa Giro di Croazia (Fužine > Pisino)
- 2008 (DHL-Author, quattro vittorie)

Campionati polacchi, Prova in linea Elite
Classifica generale Dookoła Mazowsza
1ª tappa Małopolski Wyścig Górski (Gdów > Kalwaria Zebrzydowska)
Classifica generale Małopolski Wyścig Górski
- 2010 (Lampre-Farnese Vini, una vittoria)

5ª tappa Bayern Rundfahrt (Berching > Fürstenfeldbruck)
- 2011 (BDC Marcpol, due vittorie)

3ª tappa Wyścig Solidarności i Olimpijczyków (Jędrzejów > Kielce)
Classifica generale Wyścig Solidarności i Olimpijczyków
- 2013 (BDC Marcpol, due vittorie)

Classifica generale Dookoła Mazowsza
4ª tappa Tour de Bulgarie (Burgas > Trjavna)

#### Altri successi
- 2000 (Atlas-Lukullus-Ambra)

5ª tappa Dookoła Mazowsza (Płock, cronosquadre)
- 2005 (Knauf Team)

2ª tappa Tour de Bulgarie (Pavel Banja > Kazanlăk, cronosquadre)
- 2008 (DHL-Author)

Classifica scalatori Baltyk-Karkonosze Tour
5ª tappa Dookoła Mazowsza (Szydłowiec, cronosquadre)
Classifica sprint Tour de Pologne
- 2009 (Lampre-NGC)

Classifica sprint Driedaagse De Panne - Koksijde
- 2011 (BDC Marcpol)

Classifica a punti Wyścig Solidarności i Olimpijczyków
- 2013 (BDC Marcpol)

4ª tappa Dookoła Mazowsza (Nowy Dwór Mazowiecki, cronosquadre)

## Piazzamenti

### Grandi Giri
- Tour de France

2010: 146º

### Classiche monumento
- Giro delle Fiandre

2009: fuori tempo massimo
2010: ritirato
- Parigi-Roubaix

2009: 89º
2010: fuori tempo massimo

### Competizioni mondiali
- Campionati mondiali

Valkenburg 1998 - In linea Under-23: ritirato
Stoccarda 2007 - In linea Elite: ritirato
Melbourne 2010 - In linea Elite: ritirato